# Falconius hainanensis
Falconius hainanensis är en insektsart som beskrevs av Liang 2000. Falconius hainanensis ingår i släktet Falconius och familjen torngräshoppor. Inga underarter finns listade i Catalogue of Life.